# تونهی ترنزی
تونهی ترنزی (انگلیسی: Tonhi Terenzi؛ زادهٔ ۱۶ مارس ۱۹۶۹) ورزشکار شمشیربازی اهل ایتالیا است.
وی در مسابقات کشوری و بین‌المللی در مجموع برندهٔ ۱ مدال برنز شده‌است.